# Samsung Galaxy A5 (2015)
O Samsung Galaxy A5 (2015) ou Samsung Galaxy A5 2015 Edition é um smartphone Android desenvolvido e fabricado pela Samsung Electronics. Faz parte da série Galaxy A, que é voltada para o mercado intermediário. A empresa lançou este telefone em 30 de outubro de 2014.

## Software
O dispositivo vem com o sistema operacional Android 4.4.4 "KitKat" do Google instalado, além de contar com a interface TouchWiz Nature UX 3.5 aprimorada, que oferece um conjunto de temas personalizáveis. Essa interface foi adotada como padrão em dispositivos mais novos da Samsung. O Note 4, o Note Edge e a linha Galaxy A foram os únicos dispositivos a receberem essa interface no Android 4.4.4. O Galaxy A5 foi atualizado para o Android 5.0.2 "Lollipop" em maio de 2015. O Android 6.0.1 Marshmallow para a linha Galaxy A foi anunciado em julho de 2016 e os dispositivos estão sendo atualizados para o sistema operacional mais recente. A atualização OTA também traz uma interface TouchWiz ligeiramente modificada, que mantém a semelhança com as interfaces de usuário UX 3.5 e 4.0 da natureza do Note 4 e Galaxy S5, mas apresenta novos ícones 'squircle' introduzidos no Note 5. Este é considerado a última grande atualização do Android para o telefone, seguindo a política de suporte de software de dois anos do Google e da Samsung.